# Робін Кук (письменник-фантаст)
Роберт Браєн «Робін» Кук (англ. Robert Brian "Robin" Cook) — американський письменник-фантаст і професійний лікар. 
Робін Кук народився 4 травня 1940 року в Нью-Йорку. Фаховий лікар, що спеціалізується на офтальмологічній хірургії, і водночас — успішний письменник, чиї науково-фантастичні та гостросюжетні твори пов'язані з медичною тематикою та громадським здоров'ям.
Всесвітню відомість Робіну Куку принесли його твори у жанрі медичного трилеру. Багато його книг увійшли до «Списку бестселерів Нью-Йорк Таймс», деякі були представлені в «Читацькому Дайджесті» (Reader's Digest). Кількість проданих примірників творів Робіна Кука вже у 2012 році склала майже 400 мільйонів копій в усьому світі.

## Раннє життя і початок письменницької кар'єри
Роберт Кук народився у Брукліні (район міста Нью-Йорк) 4 травня 1940 року і повів свої раннє дитинство у Вудсайді, що у Квінсі — найбільшому за територією боро Нью-Йорка, розташованому на острові Лонг-Айленд.
Коли Робертові виповнилося 8 років, родина Кук переїхала до Леонії, штат Нью-Джерсі, де Роберт вперше отримав «розкіш» мати власну кімнату. Вже за два роки у батьків Роберта з'явилася третя дитина (донька).(англ.)
У шостому класі майбутній доктор Кук захоплюється археологією і обирає її як мету майбутньої кар'єри. Але до того часу, коли він досяг десятого класу, Робін з гумором казав, що народився на століття пізніше, ніж треба було для відкриття легендарних, великих похованих міст. Коли ж він закінчив середню школу, його інтересом стала медицина. Робін Кук закінчив Весліанський Університет (Мідлтаун, штат Коннектикут), отримавши ступінь магістра з хімії. Потім він продовжував навчання у Колумбійському коледжі лікарів, одночасно працюючи ночами та у вихідні дні у лабораторії хімії та газів крові, яка займалася супроводом кардіохірургічної клініки Колумбійської пресвітеріанської лікарні. Світлою стороною цих важких років стало те, що його було запрошено на необхідну та прибуткову роботу зі створення аналогічної лабораторії з дослідження газів крові у Океанографічному інституті Жака Кусто у Монако.(англ.)
Після хірургічної резидентури доктор Кук був зарахований до військово-морського флоту США, де навчався у морській підводній школі та школі військового дайвінгу. Після служби у південній частині Тихого океану на військових кораблях Кук був переведений до «Проєкту Глибоководних Систем» (Sea Lab), де він навчається у якості офіцера з підводної медицини. В цей час він бере участь у підводних дослідженнях, а також публікує «Наочне медичне керівництво з дайвінгу» («A Medical Watch Standers Guide to Saturation Diving»(англ.)).
Після завершення військової служби та звільнення з військово-морського флоту у званні лейтенанта, доктор Кук закінчив другу резидентуру — з офтальмології — в Гарварді. Після її завершення — вступив до школи Кеннеді Гарвардського університету і водночас відкрив приватну медичну офтальмологічну практику в містечку Марблхед, штат Массачусетс, а також посідає посаду викладача з клінічної офтальмології в Гарвардській медичній школі, де викладає офтальмологію та оглядає пацієнтів у Массачусетській лікарні очних і вушних хвороб. Кук служив у військово-морському флоті з 1969 по 1971 рік, досягши звання капітан-лейтенанта. Саме під час служби на підводному човні USS «Polaris» Кук написав свій перший роман — «Рік інтернату».(англ.)

## Письменництво
«Рік інтернату» — перший твір Роберта Кука — був невдалим. Тоді Кук узявся за вивчення бестселерів. Як згодом казав Кук, «я вивчав, як письменник маніпулює читачем». Ідея «Коми» — твору про дефіцит органів для трансплантації — виникла у 1975 році, а вже у березні 1977 року права на рукопис роману були продані за 800 тис. дол. США. Слідом за «Комою», що мала комерційний успіх, були написані медичні трилери «Сфінкс» (1979) і «Мозок» (1981). Таким чином сформувалася кар'єра Кука як письменника-лікаря, що поєднує в творах медицину і фантастичні припущення. Його медичні трилери також покликані популярно донести до широкого кола громадськості знання про сучасну високотехнологічну медицину та про ті морально-етичні проблеми, що вона при цьому зачіпає. Кук стверджує, що він вирішив присвятити себе письменництву, оскільки воно «дає йому можливість зацікавити громадськість такою медициною, якої вони не знали».
Робін Кук визнає, що ніколи не замислювався над тим, наскільки переконливий матеріал він матиме для роботи, коли починав письменницьку кар'єру у 1970 році. «Якби я був таким саме письменником, як багато років тому, я б небагато написав. Проте сьогодні, за часів численних біомедичних досліджень, існує безліч різноманітних проблем, і постійно виникають нові».
Романи Кука передбачають широку полеміку. У інтерв'ю Стівену Макдональду про роман «Шок» Кук визнав, що час створення книги був випадковим.

|  | Я гадаю, можна сказати, що «Кома» зачіпає теми, що хвилюють кожного. Я написав цю книгу, щоб висвітлити проблему стовбурових клітин, про яку громадськість не знає нічого. Однак, окрім розважання читачів, моя головна мета полягає у тому, аби зацікавити людей цими питаннями, оскільки у кінцевому підсумку саме громадськість вирішуватиме шляхи розвитку та етичні проблеми, пов’язані з дослідженням та використанням стовбурових клітин. |

(англ.)
До 2007 року Робін Кук у своїх творах висвітлював теми донорства органів, лікування фертильності, генної інженерії, запліднення in vitro, фінансування клінічних досліджень, керованої допомоги, медичної помилки, медичного туризму, дослідження ліків і трансплантації органів.
|  | Я жартую, що якщо мої книги перестануть продавати, я завжди можу повернутися до операцій на мозку. Адже я все ще дуже зацікавлений цим. Якщо б мені довелося зробити вибір знову, я б все одно вивчав медицину. Я думаю про себе більше як про лікаря, який пише, а не про письменника, який буває лікарем. |

Популярність своїх творів Кук пояснює наступним чином: «Головна причина в тому, що ми всі розуміємо небезпеку. Ми всі можемо стати пацієнтами. Ви можете писати про велику білу акулу або будинки з привидами, і можете сказати, що я не йду в океан або я не ходжу до будинків з привидами, але ви НЕ можете казати, що не збираєтеся потрапляти до лікарні».
Багато романів Кука обертається навколо подій у лікарнях (як вигаданих, так і реальних) у Бостоні, що, можливо, пов'язано з проходженням аспірантури в Гарварді та резидентури у Бостоні та в Нью-Йорку.

## Екранізації
- «Кома» (1977). За романом у 1978 році був знятий однойменний художній фільм (режисер Майкл Кріттон) на кіностудії Metro-Goldwyn-Mayer. Телевізійна версія — чотиригодинний міні-серіал «Кома» — демонструвався на каналі A&E 3-4 вересня 2012 року, знятий на основі книги та фільму «Кома» режисера Майкла Саломона (продюсери — брати Рідлі і Тоні Скотт).
- «Сфінкс» (1979). Фільм «Сфінкс» знятий 1981 року режисером Франкліном Дж. Шаффнером на кіностудії Orion Pictures для Warner Bros.
- «Шкідливий намір» (1990). За книгою знятий однойменний телевізійний фільм (ефір 01.01.1993 року на каналі CBS), режисер — Джон Паттерсон, продюсер — Девід Роземонт.
- «Смертельний страх» (1988). Телефільм демонстрований 20.11.1994 року, режисер Ларрі Шоу.
- «Спалах» (1987). За мотивом роману знятий телевізійний фільм «Вірус» («Формула для смерті»), що демонструвався у травні 1995 року (режисер Арманд Мастрояні).
- «Термінал» (1993). За книгою знятий телевізійний фільм (режисер Ларрі Еліканн).
- «Інвазія» (1997). Роман став за основу міні-серіалу каналу NBC, прем'єра відбулася 04.05.1997 року (режисер Арманд Мастрояні).
- «Іноземне тіло» (2008). За романом компаніями Vuguru, Cyber Group Studios та Big Fantastic вийшов ВЕБ-серіал (загалом 50 епізодів по 2 хв), реліз серіалу тривав з 27 травня до 4 серпня 2008 року.

## Інші інтереси
Автор бестселерів Робін Кук також є віртуозним дизайнером, особливо коли йдеться про його шестиповерховий міський будинок Бейкон Хілл у Бостоні, побудований приблизно 1833 року, ще на початку вікторіанської епохи в Америці. Кук придбав будинок у 1977 році, коли після закінчення резидентури в Массачусетському шпиталі очних та вушних хвороб був опублікований і його перший бестселер — «Кома». Повний рішучості відновити будинок до його найвеличнішого стану, він прикрасив кімнату для письменництва — саме ту, в якій він працював над своєю книгою «Нано» — у помпейському та грецькому стилях.(англ.)
Окрім будинку у Бостоні подружжя Кук має будинок у Флориді.

## Особисте життя
Робін Кук одружений, його другу (теперішню) дружину звуть Барбара і вона молодша за чоловіка на 14 років. Весілля подружжя відсвяткувало у Бостоні у 1979 році. Кук не висвітлює подробиць свого особистого життя, офіційний сайт і сторінка у Фейсбук не містять жодної інформації про родину письменника (жовтень 2017 року). Відомо, що вперше Робін Кук одружився у 1968 році, проте той шлюб протримався лише кілька місяців.(англ.)

### Романи
- 1972 — Рік інтернату (англ. Year of the Intern, ISBN 978-0-451-16555-8)
- 1977 — Кома (англ. Coma, ISBN 978-0-451-20739-5)
- 1979 — Сфінкс (англ. Sphinx, ISBN 978-0-451-15949-6)
- 1981 — Мозок (англ. Brain, ISBN 978-0-451-15797-3)
- 1982 — Лихоманка (англ. Fever, ISBN 978-0-425-17420-3)
- 1983 — Гравець у Бога (англ. Godplayer, ISBN 978-0-425-17638-2)
- 1985 — Розв'язання (англ. Mindbend, ISBN 978-0-451-14108-8)
- 1987 — Спалах (англ. Outbreak, ISBN 978-0-425-10687-7)
- 1988 — Смертельний страх (англ. Mortal Fear, ISBN 978-0-425-11388-2)
- 1989 — Мутація (англ. Mutation, ISBN 978-0-425-11965-5)
- 1990 — Шкідливий намір (англ. Harmful Intent, ISBN 978-0-425-12546-5)
- 1991 — Ознаки життя (англ. Vital Signs, ISBN 978-0-425-13176-3)
- 1993 — Термінал (англ. Terminal, ISBN 978-0-425-15506-6)
- 1993 — Фатальне лікування (англ. Fatal Cure, ISBN 978-0-425-14563-0)
- 1995 — Прийнятний ризик (англ. Acceptable Risk, ISBN 978-0-425-15186-0)
- 1997 — Інвазія (англ. Invasion, ISBN 978-0-425-21957-7)
- 1998 — Токсин (англ. Toxin, ISBN 978-0-425-16661-1)
- 2000 — Викрадення (англ. Abduction, ISBN 978-0-425-17736-5)
- 2001 — Шок (англ. Shock, ISBN 978-0-425-18286-4)
- 2003 — Вилучення (англ. Seizure, ISBN 978-0-425-19794-3)
- 2011 — Корисна смерть (англ. Death Benefit, ISBN 978-0-425-25036-5)
- 2013 — Нано (англ. Nano, ISBN 978-0-425-26134-7)
- 2014 — Клітина (англ. Cell, ISBN 978-0-399-16630-3)
- 2015 — Носій (англ. Host, ISBN 978-0-399-17214-4)

### Серія Jack Stapleton and Laurie Montgomery
- 1992 — Підсвідомість (англ. Blindsight, ISBN 978-0-425-13619-5)
- 1995 — Зараження (англ. Contagion, ISBN 978-0-425-15594-3)
- 1997 — Хромосома 6 (англ. Chromosome 6, ISBN 978-0-425-16124-1)
- 1999 — Вектор (англ. Vector, ISBN 978-0-425-17299-5)
- 2005 — Мітка (англ. Marker, ISBN 978-0-425-20734-5)
- 2006 — Криза (англ. Crisis, ISBN 978-0-425-21657-6)
- 2007 — Критичний стан (англ. Critical, ISBN 978-0-425-22288-1)
- 2008 — Іноземне тіло (англ. Foreign Body, ISBN 978-0-425-22895-1)
- 2009 — Інтервенція (англ. Intervention, ISBN 978-0-425-23538-6)
- 2010 — Лікування (англ. Cure, ISBN 978-0-425-24260-5)